# Leandro de Saralegui

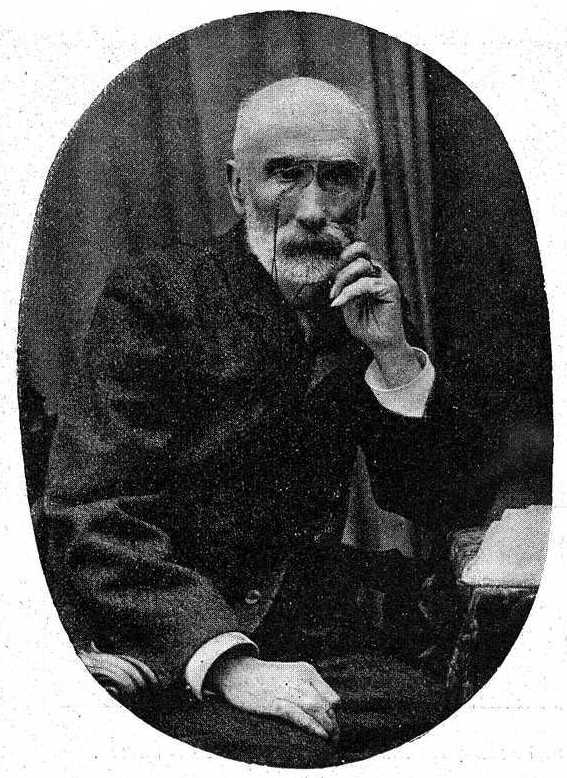
Leandro de Saralegui y Medina

Leandro de Saralegui y Medina (Tuy, Pontevedra, 1839 - Ferrol, La Coruña, 1910), fue un militar naval y escritor español.
Ingresó en el cuerpo administrativo de la Real Armada en 1854. Su práctica naval se limitó al periodo 1858-1861, siempre por aguas cercanas a España. Fundó la Academia de Administración de Marina de Ferrol en 1861. Intervino en la resolución del motín de Ferrol, tras lo que fue nombrado ordenador del Arsenal de Ferrol. Posteriormente fue destinado a Filipinas como interventor del Apostadero de Manila en la coyuntura de reconstrucción tras el terremoto de 1880. Llegó al cargo de intendente general de marina en 1892. Pasó a la reserva en 1907.
Escribió distintas obras relacionadas con sus empleos navales y otras de economía e historia. Fue miembro de las Sociedades de Amigos del País de Cartagena, Madrid y Filipinas; y académico correspondiente de la Real Academia de la Historia y de número de la Real Academia Gallega.

## Homonimia
Una calle de Valencia lleva su nombre, (39°28′30″N 0°20′52″O / 39.4749964, -0.3476803) pero el personaje al que va dedicada debe ser Leandro de Saralegui y López-Castro, más relacionado con esa ciudad (miembro de la Real Academia de Bellas Artes de San Carlos de Valencia).